# Kontrollzwang
Kontrollzwang ist eine Zwangshandlung, bei der die betroffene Person wiederholt Kontrollen ausführt, die das Eintreten potentiell gefährlicher Situationen vermeiden sollen. So wird beispielsweise immer wieder überprüft, ob eine Tür verschlossen oder ein Herd ausgeschaltet wurde.
Zwangshandlungen gehören zu den Zwangsstörungen und werden in der ICD-10 mit F42.1 kodiert.